# Столярова, Екатерина Андреевна
Екатерина Андреевна Столярова (род. 25 апреля 1988 года) — российская фристайлистка, выступающая в могуле. Участница Олимпийских игр 2010, 2014 и 2018 годов. Победительница одного этапа Кубка мира в могуле. Мастер спорта России международного класса.

## Спортивные достижения

### Олимпийские игры
- 2010 - 7 место (могул) CAN, Vancouver
- 2014 - 19 место (могул) RUS, Сочи

### Чемпионат мира
- 2006 (среди юниоров) - 1 место (могул)RUS, Красное озеро
- 2007 (среди юниоров) — 1 место (могул), 2 место(парный могул) SUI, Airolo
- 2007 — 10 место (парный могул) ITA, Madonna di Campiglio
- 2009 - 8 место (могул) JPN, Inavashiro
- 2011 - 4 место (могул) USA, Deer Valley

### Кубок мира
- 2008 - 2 место (могул) USA, Lake Placid
- 2008 - 1 место (могул) CAN, Mont Gabriel
- 2010 - 10 место (могул), 8 место (могул) USA, Deer Valley
- 2010 - 6 место (могул) JPN, Inavashiro
- 2010 - 8 место (могул) SPA, Sierra Nevada
- 2010 - 4 место (парный могул) FRA, Meribel
- 2011 - 10 место (парный могул) CAN, Mont Gabriel
- 2011 - 5 место (могул) USA, Lake Placid
- 2011 - 3 место (могул) CAN, Calgary

### Кубок Европы
- 2005 - 3 место (могул) CZE, Spicak
- 2005 - 1 место (парный могул) ITA, S. Martino Di Castrozza
- 2005 - 2 место (могул) GER, Bad Wiesse
- 2005 - 2 место (могул) FIN, Salla
- 2006 - 1 место (могул), 1 место (могул) CZE, Dolni Morava
- 2006 - 1 место (могул), 1 место (могул) SUI, Crans Montana

### Чемпионат России
- 2006 - 1 место (могул)
- 2007 - 1 место (могул)
- 2007 - 3 место (парный могул)
- 2009 - 1 место (могул)
- 2010 - 3 место (могул)
- 2011 - 2 место (могул)
- 2011 - 3 место (парный могул)

## Награды и звания
- Мастер спорта России международного класса
- «Спортсмен года — 2006»[2]